# Chyornye Bratya (îles)
Chyornye Bratya (en russe : Чёрные Братья, litt. Frères noirs ; en japonais : 知理保以島)  est une paire d'îles volcaniques inhabitées situées entre les îles Simouchir et Ouroup dans la chaîne des îles Kouriles, dans la mer d'Okhotsk, dans le nord-ouest de l'océan Pacifique.
La plus grande des deux (au nord) est l'île Tchirpoï, et la plus petite (au sud) est Brat Chirpoyev (litt. frère de Tchirpoï en russe). L'origine des noms est incertaine : le nom original de l'île en langue aïnou est Repunmosir, un mot qui signifie « lieu de nombreux petits oiseaux ».

## Géographie
Les deux îles sont les vestiges d'une caldeira volcanique partiellement submergée qui mesure de 8 à 9 km de large. Les deux îles sont entourées de plusieurs petits îlots et de rochers au large qui, ensemble, forment les îles Chyornye Bratya. Les deux îles sont séparées par un détroit, connu sous le nom de « détroit Snow » (russe : пролив Сноу) d'après l'explorateur britannique Henry James Snow.

## Histoire
Chirpoy apparaît sur une carte officielle datée de 1644 montrant les territoires du clan Matsumae, un domaine féodal de la période Edo au Japon, et ces possessions sont officiellement confirmées par le shogunat Tokugawa en 1715. L'administration des îles passe sous la responsabilité du bureau régional du domaine de Matsumae situé à Kounachir à partir de 1756. En 1801, le gouvernement japonais revendique officiellement le contrôle des îles, les incorporant à la province d'Ezo (aujourd'hui Hokkaidō). Puis la souveraineté passe à l'Empire russe selon les termes du traité de Shimoda en 1855. En vertu du traité de Saint-Pétersbourg (1875), la souveraineté passe à l'empire du Japon avec le reste des îles Kouriles. Les îles étaient autrefois administrées dans le cadre du district d'Uruppu de la sous-préfecture de Nemuro d'Hokkaidō.
En 1952, lors de la signature du traité de San Francisco, le Japon renonce à ses revendications sur les îles. Les îles sont inhabitées et sont administrées dans le cadre de l'oblast de Sakhaline de la fédération de Russie.